# Лекции по политической философии Канта
«Лекции по политической философии Канта» (англ. Lectures on Kant's Political Philosophy) — книга, включающая в себя несколько лекций Ханны Арендт (1906—1975), прочитанных ею в Новой школе социальных исследований в Нью-Йорке в 1970 году, а также реконструкцию некоторых её идей, предложенную Рональдом Бейнером. Основополагающим текстом, детальным анализом которого занималась Арендт, выступает «Критика способности суждения» И. Канта, а исследования посвящены политической общности, возникающей вопреки характерной чувству вкуса идиосинкразии.

## Структура
Первая часть книги — лекции и эссе Арендт, в которых точка отсчета рассуждений о «Критике способности суждения» лежит в сфере политического. Арендт, главным образом, интересует переплетение эстетического и политического в работе Иммануила Канта.
Способность суждения как принадлежащее сфере всеобщего взаимосвязано с чувством вкуса как с наиболее индивидуальным, принадлежащим субъекту. Арендт детально рассматривает природу возникающих в связи с этим дихотомий, расставляя иные акценты и предлагая свое прочтение мысли Канта. Рассмотренная взаимосвязь между способом групповой рефлексии и индивидуальной рефлексии становится призмой, через которую осуществляется попытка помыслить суждение. В этой части также представлена серия комментариев Арендт к идеям философа, выстраивающаяся в её с ним диалог. Диалог этот займет значимое место в посмертно изданном труде «Жизнь ума», а некоторые положения, анализ которых можно наблюдать в данной работе, станут важнейшими для философской системы Арендт.
Во второй части представлено философское эссе редактора, составителя англоязычного издания лекций Канта, Рональда Бейнера. Им на основе вышеупомянутых лекций предпринята попытка реконструировать мысль Арендт, воссоздать траекторию, которой она могла бы следовать, работая над «Суждением» — последним ненаписанным томом труда «Жизнь ума». Бейнер, интерпретируя тексты Арендт, набрасывает эскиз основных положений, на которые, по его мнению, должно было опираться «Суждение», следуя за томами «Мышление» и «Воление» и логично завершая триаду, посвящённую волнующим автора вопросам о vita activa (активной жизни) и vita contemplativa (созерцательной жизни).